# Periparus ater
El carbonero garrapinos (Periparus ater) es una especie de ave paseriforme de la familia Paridae propia de Eurasia y el norte de África. Es bastante común y suele ser sedentario, la mayor parte de sus poblaciones no migran. 

## Descripción
Es un pájaro pequeño, mide entre 10 y 11,5 cm de largo.
La cabeza es negra, con mejillas y nuca blancas. Por encima es de color gris azulado, con una estrecha banda alar blanca. El vientre y el pecho son de color blanco grisáceo. Los sexos son bastante parecidos entre sí.
Las subespecies muestran, entre sí, algunas diferencias de color en el plumaje.
El pico es negro, las patas color plomizo y el iris marrón oscuro.
Los jóvenes tienen un plumaje más apagado que los adultos, con un negro sin brillo en la cabeza, y con el blanco del cogote y de las mejillas levemente amarillas.
Se alimenta de larvas de insectos y de las semillas de las coníferas.

## Subespecies

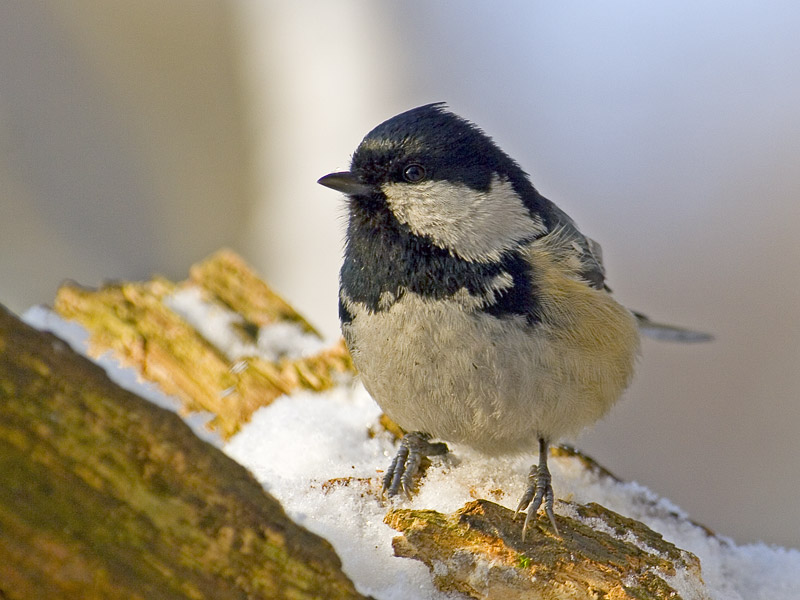

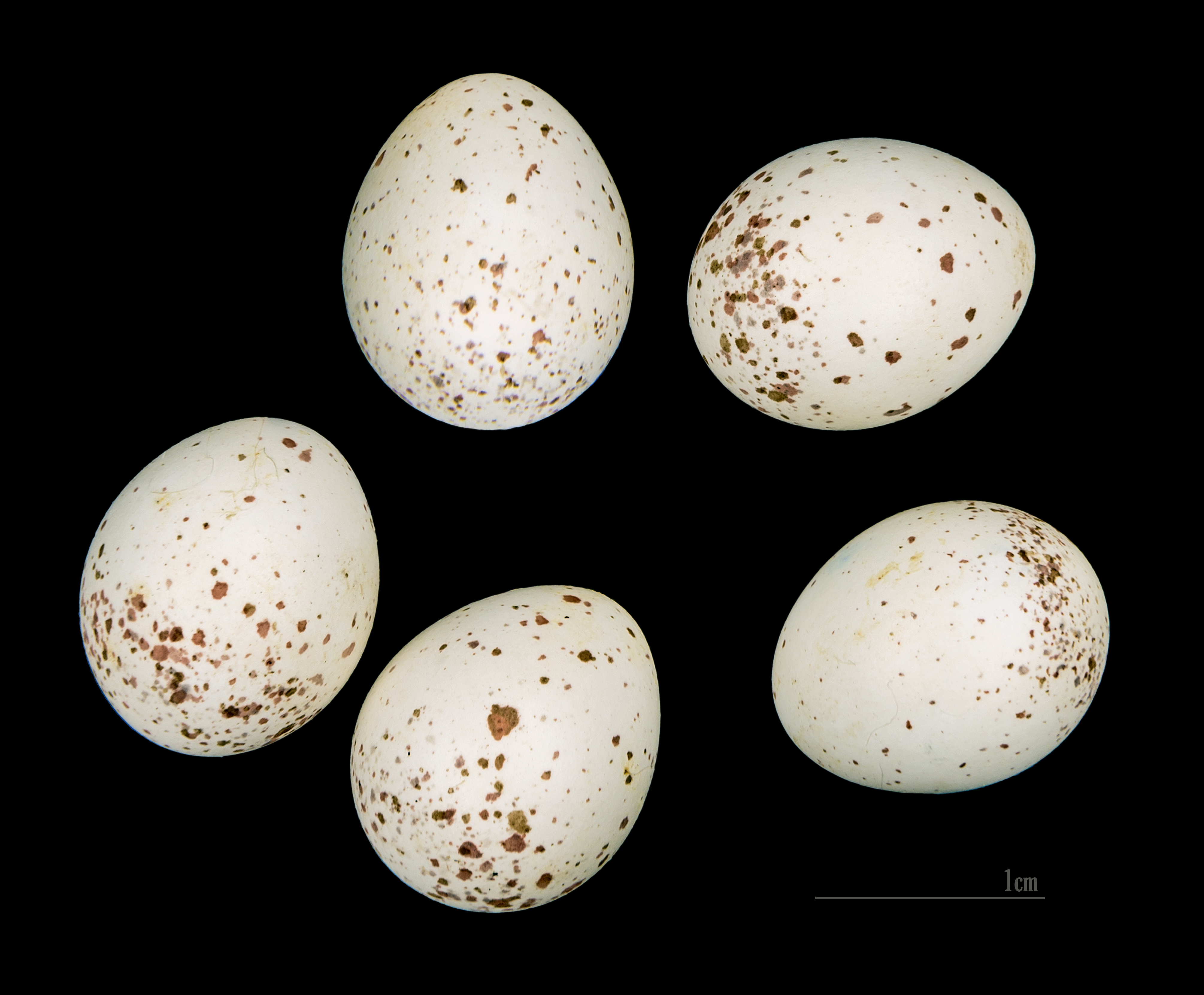
Huevos de Periparus ater ledouci

Tiene descritas veintiuna subespecies:
- P. a. britannicus (Sharpe y Dresser, 1871)
- P. a. hibernicus (Ingram, W, 1910)
- P. a. ater (Linnaeus, 1758)
- P. a. vieirae (Nicholson, 1906)
- P. a. sardus (Kleinschmidt, O, 1903)
- P. a. atlas (Meade-Waldo, 1901)
- P. a. ledouci (Malherbe, 1845)
- P. a. cypriotes (Guillemard, 1888)
- P. a. moltchanovi (Menzbier, 1903)
- P. a. michalowskii (Bogdanov, 1879)
- P. a. derjugini Zarudny y Loudon, 1903
- P. a. eckodedicatus (Martens, J, Tietze & Sun, 2006)
- P. a. phaeonotus (Blanford, 1873)
- P. a. rufipectus (Severtsov, 1873)
- P. a. martensi (Eck, 1998)
- P. a. melanolophus (Vigors, 1831)
- P. a. aemodius (Blyth, 1845)
- P. a. pekinensis (Verreaux, J, 1868)
- P. a. insularis (Hellmayr, 1902)
- P. a. kuatunensis (La Touche, 1923)
- P. a. ptilosus (Ogilvie-Grant, 1912)